# Blaisy-Bas
Blaisy-Bas är en kommun i departementet Côte-d'Or i regionen Bourgogne-Franche-Comté i östra Frankrike. Kommunen ligger i kantonen Sombernon som tillhör arrondissementet Dijon. År 2022 hade Blaisy-Bas 664 invånare.

## Befolkningsutveckling
Antalet invånare i kommunen Blaisy-Bas
Referens:INSEE